# Michele Mincuzzi
Michele Mincuzzi (Bari, 18 giugno 1913 – Bari, 3 giugno 1997) è stato un arcivescovo cattolico italiano, 2º arcivescovo metropolita di Lecce.

## Biografia
Fu ordinato sacerdote il 25 luglio 1936.
Il 19 luglio 1966 fu nominato vescovo titolare di Sinnipsa e ausiliare di Bari e Canosa. Ricevette l'ordinazione episcopale il 2 ottobre 1966, consacrante l'arcivescovo Enrico Nicodemo e coconsacranti i vescovi Renato Luisi e Jolando Nuzzi.
Il 12 ottobre 1974 fu nominato vescovo di Ugento-Santa Maria di Leuca.

Amico della famiglia di Aldo Moro, si adoperò nel corso del drammatico rapimento affinché, pur evitando che lo Stato scendesse a patti con le Brigate Rosse, si potesse salvare la vita dello statista. In quei frangenti si espresse in questi termini: 
Il 27 gennaio 1981 fu nominato 2º arcivescovo di Lecce.
Il 18 giugno 1988 rinunciò all'incarico per raggiunti limiti di età;  rinuncia che fu accolta da papa Giovanni Paolo II il 7 dicembre 1988.
Morì il 3 giugno 1997, a 15 giorni dal suo 84º compleanno. Il 26 ottobre 1998 la salma del presule è stata traslata nella cripta del duomo di Lecce, dove sono tumulati vescovi e arcivescovi del capoluogo salentino.

## Genealogia episcopale e successione apostolica
La genealogia episcopale è:
- Cardinale Scipione Rebiba
- Cardinale Giulio Antonio Santori
- Cardinale Girolamo Bernerio, O.P.
- Arcivescovo Galeazzo Sanvitale
- Cardinale Ludovico Ludovisi
- Cardinale Luigi Caetani
- Cardinale Ulderico Carpegna
- Cardinale Paluzzo Paluzzi Altieri degli Albertoni
- Papa Benedetto XIII
- Papa Benedetto XIV
- Cardinale Enrico Enriquez
- Arcivescovo Manuel Quintano Bonifaz
- Cardinale Buenaventura Córdoba Espinosa de la Cerda
- Cardinale Giuseppe Maria Doria Pamphilj
- Papa Pio VIII
- Papa Pio IX
- Cardinale Gustav Adolf von Hohenlohe-Schillingsfürst
- Arcivescovo Salvatore Magnasco
- Cardinale Gaetano Alimonda
- Cardinale Agostino Richelmy
- Vescovo Giuseppe Castelli
- Vescovo Raffaele De Giuli
- Arcivescovo Enrico Nicodemo
- Arcivescovo Michele Mincuzzi

La successione apostolica è:
- Vescovo Antonio Bello (1982)